# Âgisme
L'âgisme regroupe toutes les formes de discrimination, de ségrégation, de stigmatisation ou de mépris fondées sur une généralisation abusive et exagérée des effets du vieillissement. L'âgisme contribue à des formes particulières de discrimination, d'isolement, de négligence et parfois de maltraitance envers la personne âgée ; une situation souvent dénoncée par les personnes âgées elles-mêmes. Ce terme est souvent opposé à celui de « jeunisme ». L'âgisme peut notamment conduire à exagérer les effets de l'âge sur les capacités mémorielle, cognitives, physiques et d'adaptation de la personne âgée. il peut aussi conduire à un phénomène de menace du stéréotype.
L'âge est un facteur de risque (de démence ou de cancer notamment) évident. Dans le contexte démographique du papy-boom en cours en Chine, au Japon, en Europe (où en 2040, plus d'un quart des Européens aura plus de 65 ans)… conjointement à un déclin de la fertilité (alors qu'augmente l'espérance de vie, et que le financement des retraites pose question), l'âgisme prend une dimension psychosociale particulière.

## Étymologie, sémantique
Si le terme âgisme faisait, lors de sa création (en 1969, aux États-Unis, par le gérontologue Robert Butler), surtout référence aux discriminations touchant les personnes âgées ; il est employé aujourd'hui pour toutes les personnes qui en sont victimes quel que soit leur âge. De nombreuses manifestations de l'âgisme touchent en effet les jeunes. Cependant, la culture occidentale valorise des aspects comme la productivité, la force ou la beauté : les sociétés occidentales présentent un fort engouement pour la jeunesse[réf. nécessaire]. Compte tenu du vieillissement de la population occidentale et de l'augmentation de l'espérance de vie, cette valorisation de la jeunesse risque de faire des personnes âgées les principales victimes de l'âgisme (Boudjemadi, 2009, 2010 ; Boudjemadi et Gana, 2009).
Selon le Glossaire du site Stop Discrimination publié par l'Union européenne, l'âgisme est un « préjugé contre une personne ou un groupe en raison de l'âge ». Selon l'Observatoire de l'âgisme, l'âgisme est pour l'âge ce que le sexisme est au sexe ou ce que le racisme est aux « races ».
On parle parfois d'« auto-âgisme » (« quand l'âgisme est intériorisé et dirigé contre soi »).

### Termes liés
- Ephébiphobie : on emploie le terme « ephébiphobie »[réf. nécessaire] (d'anglais ephebiphobia) lorsqu'on se réfère à la peur irrationnelle éprouvée vis-à-vis des adolescents ainsi que pour désigner un préjugé à l'encontre de ces derniers.
- Gérontophobie : peur ou le rejet des personnes âgées.
- Infantisme (en) : discrimination à l'encontre des mineurs[3].
- Pédophobie, discrimination envers les enfants
- Jeunisme : on emploie le terme « jeunisme » pour désigner une préférence pour les plus jeunes fondée seulement sur l'âge, notamment pour le champ du travail et de l'emploi, certains secteurs d'activité favorisent les candidats les plus jeunes dans le but de créer une « image dynamique »[4], phénomène notable à l'encontre des actrices au cinéma[5] ou dans d'autres secteurs d'activité où le physique des femmes dans leur jeunesse est mis en avant en dépit des interdictions de discrimination. Des études ont aussi montré que le phénomène discriminant à l'encontre des femmes est en jeu dans les mœurs, en dépit des désirs et attentes des femmes[6].

## Quelques définitions

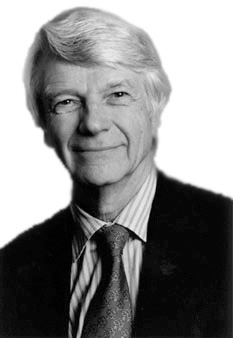
Robert N. Butler, fondateur et directeur du National Institute on Aging, et créateur du mot âgisme.

- Judith Butler (1978) : « … profond désordre psychosocial caractérisé par des préjugés institutionnalisés, des stéréotypes, et l'établissement d'une distance et/ou d'un évitement vis-à-vis des seniors ».
- Larissa Traxler (1980) : « ensemble d'attitudes, d'actions personnelles ou institutionnelles par lesquelles est subordonnée une personne ou un groupe de personnes en raison de leur âge. Concept comprenant aussi l'assignation de rôles sociaux à des individus sur la seule base de leur âge ».
- Palmore (1999) : « phénomène social se manifestant au travers de préjugés contre les seniors sous la forme d'attitudes et de stéréotypes positifs et négatifs. Il intervient là où se trouvent à la fois préjugés et discrimination, à la fois stéréotypes et attitudes, et par conséquent à la fois processus cognitifs et affectifs contre ou en faveur d'un groupe d'âge ».
- Boudjemadi & Gana (2009) : « mécanisme psychosocial engendré par la perception consciente ou non des qualités intrinsèques d'un individu (ou d'un groupe) en lien avec son âge. Le processus qui le sous-tend s'opère de manière implicite et/ou explicite, et s'exprime de manière individuelle ou collective par l'entremise de comportements discriminatoires, de stéréotypes et de préjugés pouvant être positifs mais plus généralement négatifs ».
- Susan Sontag (1972) : « Le double standard sur le vieillissement fait des femmes des biens, des objets dont la valeur se déprécie rapidement avec la marche du calendrier. »[7].

## Conséquences
Elles sont nombreuses. La littérature scientifique cite notamment :
- une surestimation ou sous-estimation des effets de l'âge sur les capacités mémorielles et cognitives des personnes[8].
- une auto-stéréotypisation de la personne âgée (phénomène de menace du stéréotype)[9],[10],[11],[12], laquelle, dans la vie courante ou lors de tests cognitifs, va avoir inconsciemment tendance à se conformer au stéréotype négatif[13] vis-à-vis de son groupe d'âge (bien que « des effets bénéfiques des stéréotypes liés à l’âge sur les performances cognitives sont également décrits »)[8]. L'âge ressenti (subjectif) ou un renversement des stéréotypes peuvent contribuer à améliorer la mémorisation et l'adaptabilité ; en effet les stéréotypes activés de manière subliminale peuvent modifier les jugements sur soi-même et  modifier les performances cognitives, dans un sens négatif comme dans un sens positif[14].

## Exemples
À l'instar de certaines formes de racisme : « les Noirs sont… », de xénophobie : « tous les étrangers sont… » ou de sexisme : « les femmes sont… », l'âgisme repose le plus souvent sur des stéréotypes généralisant et caricaturaux du type : « les vieux sont tous conservateurs… » ; « les jeunes sont tous violents… » ; « les plus de 50 ans sont technophobes… » ; « les jeunes sont inconstants… ».
D'autres types de préjugés peuvent aisément conduire à des formes particulières d'âgisme. Entre autres le « jeunisme », qui estime que les personnes jeunes sont plus aimables et désirables, ou possèdent plus de qualités que les personnes âgées, ou le « gérontocratisme », qui établit comme principe que les personnes âgées sont plus qualifiées que les jeunes pour occuper le pouvoir.

## Ségrégation
La ségrégation par l'âge peut être observée dans de nombreux aspects de certaines sociétés. Cette séparation est parfois institutionnalisée, comme dans les écoles, où les enfants sont séparés en fonction des années de scolarité et sont à peu près du même âge, ou dans des résidences réservées à certaines classes d'âge.
Cette séparation par âge qui a lieu dans les établissements scolaires influence la ségrégation qui opère entre les adolescents au sein des groupes de pairs. Des études ont également observé une ségrégation informelle basée sur l'âge chez les adolescents,.
Plusieurs types de ségrégations basées sur l'âge se distinguent : ségrégation institutionnelle, ségrégation spatiale et ségrégation culturelle.
La ségrégation basée sur l'âge et institutionnelle concerne principalement les écoles, où les enfants sont placés en fonction de leur âge, et l'emploi où les adultes passent une grande partie de leur temps sans côtoyer d'enfants ou de personnes âgées. Les différents âges de la vie font également l'objet de politiques différentes.
La ségrégation spatiale est définie comme l'occupation différente des espaces selon l'âge. Selon Philippe Ariès, la vie urbaine étant organisée autour des transports et de la communication, des « îlots » se distinguent, certains étant ceux vers lesquels migrent les enfants et d'autres étant ceux vers lesquels migrent les adultes, les différentes classes d'âge ne fréquentant pas les mêmes endroits.
La ségrégation culturelle rassemble les séparations opérées par un biais institutionnel et spatial. Elle peut se retrouver dans le langage, mais aussi les habitudes alimentaires, vestimentaires, musicales et tout ce qui peut être désigné sous le terme de culture jeune.

## Histoire et prospective
La fin du XXe siècle voit, dans les pays riches notamment, se maintenir (et/ou se développer) de nombreux stéréotypes négatifs sur les « vieux », notamment entretenu par la publicité, le cinéma. Richard et Bovier (1997) insistent aussi sur le fait que l'on tende à assimiler le phénomène naturel de vieillissement à l'affection et à la maladie, que l'on assimile l'âge à un déclin ; Bizzini ajoute qu'on imagine aussi, à tort, qu'on ne change plus et que l'on perd ses factultés d'adaptation après un certain âge.
Au début des années 2010, l'Eurobaromètre des statistiques de discrimination montre que l'âge est devenu le premier facteur de discrimination en Europe, loin devant le sexe, l'origine ethnique ou la religion . Outre-Atlantique, aux États-Unis, Nosek et al. ont montré que les 8-71 ans exprimaient plus d'attitudes négatives envers les personnes âgées qu'envers des groupes connus pour être stigmatisés comme les Afro-américains ou les homosexuels.
Il n'est pas si étonnant que la prise en considération des problématiques de l'âge présente certaines lacunes qui rappellent des erreurs commises par le passé notamment en psychologie cognitive (Baddeley, 1981) où par un souci excessif de modélisation, on a étudié une réalité psychologique souvent très éloignée de celle de la vie de tous les jours.
L'agisme est source de nombreux biais méthodologiques dans les études gérontologiques portant par exemple sur les effets du vieillissement et de l'âge sur le déclin de l'intelligence, ces travaux étant le plus souvent conduits par des chercheurs relativement jeunes, avec des groupes contrôle également jeunes.

### L'âgisme aujourd'hui

#### Âgisme numérique
À l'ère où les médias numériques prennent beaucoup d'importance, plusieurs présupposés et préjugés touchent les personnes âgées et leur rapport aux médias. 
Par exemple, elles constitueraient un groupe homogène ayant de faibles capacités d'apprentissage dans le domaine numérique, contrairement aux jeunes adultes, et elles auraient peu de choses à enseigner aux plus jeunes en termes de communication et de médias. Elles sont en quelque sorte perçues comme n'ayant pas été en contact avec les nouveaux médias auparavant et « immigrant » dans ce contexte médiatique (ordinateurs, téléphones cellulaires, tablettes, Internet, médias sociaux, etc.). Leur exclusion fréquente, notamment des recherches sur les médias, et les présupposés à leur endroit participent de ce qui est appelé la fracture numérique, qui désigne les inégalités dans l'accès et les usages des technologies numériques, ou encore l'« âgisme numérique », terme récent amené par Kim Sawchuk.
Dans le prolongement de la retouche photographique puis du beauty work (améliorations esthétiques du visage des acteur·rice·s ou mannequins), les logiciels amusants, simulant le vieillissement du visage ou le rajeunissant, le de-aging (rajeunissement numérique d'une photo ou d'un film) est parfois utilisé dans le cinéma pour rajeunir une star vieillissante, répondant à des enjeux scénaristiques et/ou à des critères de beauté et/ou de jeunisme. Dans le film Indiana Jones et le Cadran de la destinée (James Mangold, 2023), Harrison Ford est ainsi dans la première partie du film (environ 20 mn) informatiquement rajeuni pour lui donner l'apparence qu'il avait dans les films de la franchise « Indiana Jones » des années 1980 ; dans le film Terminator Genisys (Alan Taylor, 2015), on retrouve Arnold Schwarzenegger tel qu'il était dans les années 1980-1990 quand il jouait le rôle de T-800, mais usé par le temps mais comme il le dit plusieurs fois dans le film « pas obsolète ». 
L'intelligence artificielle pourra probablement bientôt mettre cette possibilité de rajeunissement visuel (et de la voix) à portée de tous ; les neurosciences cognitives commencent à explorer les implications de cette pratique sur l'image de soi, la mémoire autobiographique et les normes sociales liées à l'âge. Le de-aging pourrait renforcer les idéaux de jeunesse et accentuer la pression sociale sur l'apparence, en particulier chez les personnes âgées ou les célébrités (alors confrontées à leur propre image modifiée, ce qui peut entraîner une dissonance cognitive voire une dépersonnalisation et altérer l'estime de soi ; bien qu'utilisé de manière pédagogique, ludique ou thérapeutique (par exemple dans des contextes de réminiscence ou de stimulation cognitive), il pourrait aussi avoir des effets positifs sur l'humeur, la mémoire et le sentiment de continuité identitaire ou la préparation de son avenir (quand on a 30 ans, se voir virtuellement vieilli par des technologies digitales semble pouvoir aider à adopter des comportements plus prudents en matière de santé et d’épargne pour le futur, pour la retraite notamment, en rendant les conséquences du vieillissement plus tangibles).
À ce jour, aucune méta-analyse ne semble permettre de faire un bilan précis des effets psychologiques du de-aging, mais le travail académique s'intensifie autour de la notion de « mémoire visuelle manipulée » et de ses conséquences sur la construction du soi et le risque de distorsion excessive de la réalité vécue ou perçue, y compris chez les adulte et jeunes adultes utilisateurs de logiciels d'amélioration de l'image sur les réseaux sociaux (filtre de beauté, retouches faciale très utilisés sur Instagram, Snapchat ou encore TikTok) qui ont des effets psychologiques significatifs, parfois délétères sur l'estime de soi et la perception de son corps.

#### L'âgisme comme forme d'exclusion sociale
Au Québec, le contexte actuel en est un de désinvestissement de l'État dans les programmes sociaux conjugué à un préjugé défavorable envers les aînés perçus comme fardeau social. L'exclusion sociale, définie par le champ des relations de pouvoir où se déterminent la place qu'on occupe dans la société, les rôles sociaux et la perception positive ou négative de certains segments de la population, opère à travers les valeurs, représentations, pratiques, politiques, structures et institutions sociales. Le regard de l'autre (tant à travers les représentations sociales que les relations interindividuelles), les milieux de vie et les politiques participent notamment de l'exclusion des aînés. Par exemple, un État qui investit dans les catégories sociales dites « rentables » au détriment d'autres contribue à exclure des segments de la population.
Parmi les manifestations les plus inquiétantes de l'âgisme contemporain : les discriminations dans le domaine de l'emploi (trentenaires jugés « trop jeunes » ; quadragénaires jugés « trop vieux ») ; de l'accès à la formation continue (plus difficile dès la quarantaine) ; de l'accès à la formation professionnelle en apprentissage ; de l'accès à certaines aides (une personne handicapée de plus de 60 ans disposera de moins d'aides qu'une personne handicapée de moins de 60 ans) ou à certains soins (par exemple : temps d'attente aux urgences beaucoup plus long pour les personnes très âgées ; certains services hospitaliers refusant même parfois des personnes malades à cause de leur âge). Remarque : Cette définition a été élaborée par l'équipe de l'Observatoire de l'âgisme, qui en autorise la publication sous licence GNU de documentation libre.
Plusieurs associations et groupes activistes luttent aujourd'hui pour contrer les préjugés et les discriminations envers les personnes âgées.

#### L'âgisme et le sexisme
L'âgisme a des points communs avec le sexisme et le féminisme, en ce qu'ils traitent tous de questions identitaires liées à l'image du corps, qui est construite selon des normes sociales propres à chaque culture. Ainsi, la culture occidentale valorise la productivité, le pouvoir et la beauté, et un idéal de jeunesse éternelle. Le sexisme est basé sur des stéréotypes sur le corps féminin, alors que l'âgisme en projette d'autres sur le corps vieillissant. Le féminisme traite peu de l'âgisme et des relations de pouvoir qui y sont rattachées ; le mouvement féministe se concentre davantage sur les problématiques actuelles entourant l'âge des jeunes adultes, femmes et filles.
Le fait d'être âgé s'ajoute au fait d'être une femme parmi les facteurs de risque d'être victime de négligence, d'abandon ou de violence commises de la part de soignants lors des soins domiciliaires ou en institution : moindre soulagement de la douleur, risques d'alimentation ou de conditions de logement inadéquates, risque de contention, de non-respect des droits individuels (information, autodétermination, …), non-respect de l'intimité et du droit à la sexualité ; et ce, quel que soit le groupe socio-économique ou religieux. La vulnérabilité, la dépendance physique ou psychique, l'isolement et le fait d'avoir plus de 75 ans aggravent encore ces risques.
En suscitant peu de débats et de discussions sur l'oppression qui découle du vieillissement, certaines féministes renforcent l'âgisme. Par exemple, l'âge constituant un axe d'inégalité pour ce qui a trait aux relations de pouvoir, une femme blanche peut bénéficier de son inégalité avec une femme d'une minorité ethnique tout autant qu'une jeune femme peut profiter de la désexualisation d'une femme plus âgée.
- Toutefois, avec le développement des études culturelles sur le vieillissement, plusieurs chercheuses féministes s'intéressent aux femmes âgées dans la culture populaire, notamment dans des domaines comme la musique, habituellement associés à la jeunesse (i.e. le traitement différentiel des musiciennes et musiciens, l'expérience des spectatrices plus âgées)[39]. Le Centre for Women, Ageing and Media a rédigé un manifeste à ce sujet et a participé à plusieurs consultations au Royaume-Uni[40],[41],[42]. Le manifeste demande par exemple la reconnaissance tant par les médias que les secteurs publics de l'âgisme que subissent les femmes âgées, de s'éloigner d'une perspective consumériste du vieillissement des femmes, d'adopter une perspective intersectionnelle et intergénérationnelle, d'écouter la parole des principales concernées et de leur donner plus de visibilité dans les médias[43]. Au Québec, la question de l'âgisme et du féminisme a été discutée dans le cadre des États généraux de l'action et l'analyse féministes, ce qui signale l'amorce d'une réflexion dans le but d'éviter de reproduire les rapports de pouvoir entre femmes[44].

Alors que le vieillissement fait partie de l'ordre naturel de la vie, l'âgisme incite les gens à nier leur âge et les discriminations qui y sont liées pour en éviter les conséquences, telles que la perte de son statut et d'opportunités d'emplois. L'action même de ne pas reconnaître l'existence de l'âgisme est une forme de rejet du vieillissement de l'être humain. L'image de la femme âgée est souvent perçue de façon négative, puisqu'elle n'a plus l'autorité d'être séduisante ni dominante dû à ses facultés affaiblies de reproduction. En d'autres mots, l'idéologie de l'âgisme s'exprime par le fait qu'une femme âgée est asexuée, et peut même être considérée jusqu'à antisexuelle. Plus les femmes gagnent en âge, moins elles sont perçues comme des êtres sexuels et moins elles se sentent désirées ; en effet, la contemplation des hommes à leur égard tend à disparaître et les jeunes femmes semblent les rejeter. Par conséquent, selon des témoignages de la gent masculine, il y aurait un lien entre le pouvoir d'attraction des femmes et leur capacité de reproduire, alors que les hommes sont plus attirés par les femmes lorsqu'elles sont à leur apogée de leur capacité à se reproduire. L'attractivité de la femme est ainsi déterminée par le regard de l'autre, obéissant à la contemplation de la jeunesse. Cette contemplation discriminatoire objectifie une personne par son statut, alors que son apparence justifie son importance au sein d'une communauté, d'une industrie ou d'une institution. Ainsi, pour conserver son statut, la femme se voit forcée de maintenir une apparence jeune sous la pression des médias qui confondent le physique d'une femme avec son pouvoir.
Dans les médias, le corps féminin vieillissant suscite plusieurs débats controversés quant au rôle qu'il occupe dans la société et dans la fiction. En 2015, le magazine Châtelaine a publié un numéro qui réunit des personnalités publiques, femmes de tous âges, pour discuter de la question. Elles discutent de la spécificité de l'articulation entre vieillesse et féminité, notamment des impératifs liés de beauté et de jeunesse considérés « normaux » et renforcés par une industrie du rajeunissement. Dans leur métier (télévision, musique, etc.), elles parlent des pressions subies et de la perception (i.e. commentaires) des autres qui incitent à modifier son corps pour avoir l'air jeune. En même temps, elles parlent aussi de leur perception subjective de « se sentir » vieille ou non, peu importe leur âge. Dans l'industrie du cinéma, l'âgisme est un terme d'actualité alors que la société est davantage obligeante envers les hommes âgés que les femmes. Prenons par exemple Brad Pitt, George Clooney et Pierce Brosnan que l'on retrouve fréquemment sur les grands écrans dans des productions cinématographiques récentes ; même si ces 3 acteurs sont âgés d'au moins 50 ans, ce n'est pas pour autant qu'ils ont moins de contrats. Au contraire, l'homme a davantage de pouvoir lorsqu'il gagne en âge, alors que l'image projetée d'un homme vieillissant reflète la dominance patriarcale. Selon le rapport Investigation of female characters in popular films across 11 countries mené par l'Institut Geena Davis, une femme pour 2,24 hommes est apparue à la télévision sous tous rôles confondus entre le 1er janvier 2010 et le 1er mai 2013. Cette statistique prouve que les femmes en général sont moins bien représentées au cinéma que les hommes, d'autant plus qu'elles sont payées 2 fois et demi moins cher que leurs collègues masculins. De surcroît, le vieillissement des femmes n'aide pas à leur cause puisqu'elles sont considérées comme datées, expirées et repoussantes ; de ce fait, beaucoup moins de rôles de femmes de pouvoir leur sont attribuées. Un contre-exemple serait celui de la sélection de Monica Bellucci, une actrice italienne de 50 ans, pour incarner la James Bond girl dans le 24e film d'aventure de James Bond intitulé Spectre (film, 2015), dont la date de sortie est prévue pour 2015. Avant Monica Bellucci, aucune actrice de plus de 39 ans avait campé le rôle de la James Bond girl (Willis). Surnommée la Bellissima, il faut toutefois noter que Bellucci a suscité des débats controversés, plus positifs que négatifs, dans les médias quant à son âge. De surcroît, Monica Bellucci était elle-même surprise d'avoir été choisie pour le rôle à son âge ; ainsi admettre d'être trop âgée pour un rôle relève de l'acceptation de la perte de privilège dans un groupe, tel l'industrie du cinéma. Pour contrer cette tendance, il est important d'évaluer ce que « être vieille » signifie réellement afin de critiquer les standards d'acceptation en ce qui concerne l'apparence, l'esthétisme et la beauté.

#### Âgisme dans l'industrie audio-visuelle
| Titre       | Interprète 1    | Interprète 2   | Écart d'âge entre personnages | Écart d'âge entre interprètes | Exagération à l'écran |
| ----------- | --------------- | -------------- | ----------------------------- | ----------------------------- | --------------------- |
| Alexandre   | Angelina Jolie  | Colin Farrell  | 19 ans                        | 1 an (mère & fils !)          | – 95 %                |
| Eiffel      | Romain Duris    | Emma Mackey    | 10 ans                        | 22 ans                        | + 120 %               |
| Oppenheimer | Cillian Murphy  | Florence Pugh  | 10 ans                        | 20 ans                        | + 100 %               |
| Tapie       | Laurent Lafitte | Joséphine Japy | 7 ans                         | 21 ans                        | + 200 %               |

### Lutte contre l'agisme
Pour Anne-Marie Guillemard, les poncifs de la représentation de la vieillesse en occident pèsent sur les individus ; « tout se passe comme si l’on raisonnait aujourd’hui en conservant la construction culturelle héritée du modèle industriel fordiste, conçue avant la révolution de la longévité. Selon cette dernière, la vieillesse est associée à la retraite. Par conséquent, le vieillissement des populations est uniquement problématisé sous l’angle des retraites. Une telle approche omet de prendre en considération que les systèmes de retraite cristallisent un accord entre les générations, tant sur les manières de répartir les temps sociaux sur le cycle de vie que sur les profils de risque à couvrir selon les âges ».
Dans plusieurs domaines, les comportements et idées reçues vis-à-vis de l’âge évoluent vers une reconnaissance plus positive des personnes âgées, valorisées pour leur expérience, leur créativité ou leur singularité. Dans le domaine de l'art de la danse, des figures comme Kazuo Ohno (qui a connu un succès mondial à 74 ans) ont montré que le vieillissement peut enrichir l’expression artistique, remettant en cause les normes de jeunesse. 
De manière plus large, de nombreuses initiatives en santé, culture ou citoyenneté cherchent à encourager une approche plus inclusive du vieillissement, où les seniors sont perçus comme acteurs à part entière de la société, et non comme des figures du déclin, notamment dans la culture dite occidentale.
Selon l'OMS, l'âgisme est un obstacle au bien vieillir en bonne santé ; et « combattre l'âgisme exige, au niveau institutionnel, d'adopter des lois pour protéger contre la discrimination fondée sur l'âge, d'abroger des lois, coutumes ou pratiques qui établissent une discrimination directe ou indirecte, et de prendre d'autres mesures administratives appropriées si nécessaire. Il s'agit notamment de briser les catégories arbitraires fondées sur l'âge (comme d'étiqueter les personnes au-delà d'un certain âge). Car ces catégories ignorent la grande diversité des aptitudes à un âge donné et peuvent conduire à des réponses simplistes fondées sur des stéréotypes liés à l'âge ».

### Prospective
L'explosion démographique et le baby-boom post-seconde guerre mondiale développent leurs effets de vieillissement démographique (Papy-boom) dans de nombreux pays. Cela est exacerbé par une délétion de la spermatogenèse et une baisse globale de la fertilité, ainsi que par des incertitudes écologiques graves (climat, biodiversité, santé environnementale…), économiques et sociétales (guerres et autres conflits, fracture sociale et numérique). S'y ajoute « la prévalence de la maladie d'Alzheimer qui double tous les 5,1 ans entre 60 et 90 ans et touche entre 5 à 10 % de la population (étasunienne) âgée de plus de 65 ans ».Enfin, « pour le cancer, on estime qu'en 2030, 70 % des cancers diagnostiqués aux États-Unis toucheront des sujets de plus de 70 ans ».
Selon Stéphane Adam, Sven Joubert et Pierre Missotten, l'agisme (tout comme son corollaire opposé, le jeunisme), dans ce contexte du vieillissement est un sujet trop peu traité, alors que ses effets délétères sur la santé physique et mentale des personnes âgées et sur la paix sociale sont soulignés par de nombreuses études.
Il existe un Plan international d'action sur le vieillissement, qui a produit lors de l'Assemblée mondiale sur le vieillissement (Vienne, 1982) la recommandation suivante, rappelée par Adam et al. en 2013 : « Les gouvernements et les organisations internationales qui s'occupent du problème du vieillissement devraient mettre en œuvre des programmes visant à informer la population en général du sujet du processus de vieillissement et des personnes âgées. Cette sensibilisation devrait débuter dès l'enfance et être dispensée dans les établissements d'enseignement de tous les niveaux..., ce qui conduirait à une connaissance plus profonde du sujet et aiderait à corriger les attitudes stéréotypées que l'on observe trop souvent à cet égard dans les générations actuelles ».

## Législation
Certains pays ont adopté des dispositions législatives anti-discriminatoires contre l'âgisme.
- En Belgique : la loi du 25 février 2003 « tendant à lutter contre la discrimination » punit la discrimination d'âge lorsque : « une différence de traitement qui manque de justification objective et raisonnable est directement fondée sur....l'âge ». La discrimination est interdite lorsqu'elle porte atteinte à l'égalité devant : la fourniture ou l'offre d'un bien ou d'un service ; les conditions liés au marché du travail et de l'emploi ; la nomination ou la promotion d'un fonctionnaire ; ou encore devant l'accès ou la participation dans une « activité économique, sociale, culturelle ou politique accessible au public » (art. 2, § 4) ; « Est puni d'emprisonnement et/ou d'une amende le fait d'inciter à la discrimination, à la haine ou à la violence à l'égard d'une personne ou d'un groupe en raison… de l'âge » (Art. 6)[57].
- Au Canada : l'article 15 de la Charte canadienne des droits et libertés prévoit la discrimination fondée sur l'âge[58]. La Charte canadienne ne concerne que la discrimination étatique; pour la discrimination entre individus ou entre une personne morale et un individu, il faut plutôt se référer à la législation provinciale.
  - Au Québec, la discrimination fondée sur l'âge sauf dans la mesure prévue par la loi est l'un des motifs de discrimination prévus à l'article 10 de la Charte des droits et libertés de la personne[59]. Sauf dans la mesure prévue par la loi signifie que la loi peut créer des limites légales d'âge, comme l'âge de 18 ans pour voter.
- En France : les articles 225-1 à 225-4 du Code pénal décrivent avec détails la pénalisation de l'âgisme lorsqu'il s'agit d'une discrimination d'âge liée : à la consommation d'un bien ou service ; à l'exercice d'une activité économique ; ou au marché du travail et du stage ; sauf dans les cas prévus dans l'article 225-3[60].
- Union européenne : la citoyenneté européenne confère le droit à la protection contre la discrimination en raison de l'âge[4]. Ainsi, la Charte des droits fondamentaux de l'Union européenne stipule dans son Article 21-1 que : « Est interdite toute discrimination fondée notamment sur (…) l'âge »[61],[62].
- Aux États-Unis : dans la législation de treize États et du District de Columbia, l'âge est défini comme une motivation spécifique pour les crimes haineux[63],[64],[65]. Il est également interdit de demander l'âge d'une personne sur son CV (« Résumé ») ou lors d'un entretien d'embauche. Cet âge ne sera connu qu'une fois la personne effectivement embauchée, mais cette fois-ci pour des raisons administratives.